# Armand Gouffé
Pour les articles homonymes, voir Gouffé.
Armand Gouffé, né à Paris le 22 mars 1775 et mort à Beaune le 30 octobre 1845, est un poète, chansonnier, goguettier et vaudevilliste français.

## Biographie
Entré comme employé au ministère des finances, il y devint sous-chef. D’une santé délicate et porté à la tristesse, il fut cependant un des poètes les plus joyeux de son temps, chantant le vin dont il ne pouvait boire et égayant de ses refrains les desserts de repas auxquels son estomac lui défendait presque de toucher. La facilité de ses vers l’a fait surnommer « le Panard du XIXe siècle ».
Gouffé fut l’un un des premiers membres des dîners du Vaudeville. En 1806, avec Pierre Capelle, il ressuscite le défunt Caveau, en créant le Caveau moderne. Cette nouvelle goguette existe jusqu'en 1817.
Il devança Désaugiers et Béranger. Plusieurs de ses chansons furent longtemps populaires, comme celle qui a pour titre et refrain « Plus on est de fous, plus on rit. »
ou comme son Éloge de l’eau :
Il pleut, il pleut enfin,

Et la vigne altérée

Va se voir restaurée

Par ce bienfait divin !

De l’eau chantons la gloire

On la méprise en vain :

C'est l’eau qui nous fait boire

Du vin, etc.
Il fut le collaborateur occasionnel du Journal des dames et des modes entre 1800 et 1814.
Il est enterré au cimetière de Beaune.

## Œuvres
Théâtre
- Cange ou le Commissionnaire bienfaisant, trait historique en 1 acte, avec Pierre Villiers, Paris, théâtre des Variétés, 31 octobre 1794
- Les Bustes, ou Arlequin sculpteur, comédie en 1 acte et en prose, mêlée de vaudevilles, avec Pierre Villiers, Paris, théâtre des Variétés, 7 mars 1795
- Les Deux Jocrisses, ou le Commerce à l'eau, vaudeville en 1 acte, Paris, théâtre des Variétés, 3 janvier 1796
- Nicodème à Paris, ou la Décade et le Dimanche, vaudeville en 1 acte, avec J. Rouhier-Deschamps, Paris, théâtre des Variétés, 24 janvier 1796
- Médard, fils de Gros-Jean, parodie d'Oscar, fils d'Ossian, en deux actes, Paris, théâtre des Variétés, 23 juin 1796
- Nicaise, opéra-comique en un acte, arrangé avec des airs nouveaux par Armand Gouffé, musique de Jean-Joseph Vadé, Paris, théâtre des Variétés, 27 juin 1796
- Coco-Ricco, folie-vaudeville en un acte, Paris, théâtre d'Émulation, 14 avril 1797
- La Nouvelle cacophonie, ou Faites donc aussi la paix, impromptu pacifique en un acte, Paris, théâtre des Variétés, 4 mai 1797
- Le Dîner d'un héros, trait historique en un acte, en prose, à spectacle, musique, chants et danses, avec J. Rouhier-Deschamps, Paris, théâtre des Variétés, 24 janvier 1798
- Le Chaudronnier de Saint-Flour, comédie en un acte, mêlée de vaudevilles, avec Louis-Marin Henriquez, Paris, théâtre Louvois, 20 mai 1798
- Clément Marot, vaudeville anecdotique en 1 acte, avec Georges Duval, Paris, théâtre des Troubadours, 8 mai 1799
- Le Val-de-Vire, ou le Berceau du vaudeville, divertissement en 1 acte et en prose, mêlé de vaudevilles, avec Georges Duval, Paris, théâtre des Troubadours, 7 juin 1799
- Gilles aéronaute, ou l'Amérique n'est pas loin, comédie-parade, en 1 acte, mêlée de vaudevilles, avec Joseph-Michel-Pascal Buhan et Noël Aubin, Paris, théâtre du Vaudeville, 24 juillet 1799
- Piron à Beaune, ânerie anecdotique en 1 acte et en prose, mêlée de vaudevilles, avec Georges Duval, Paris, théâtre des Troubadours, 26 août 1799
- Vadé à la Grenouillère, folie poissarde en 1 acte et en prose, mêlée de vaudevilles, avec Georges Duval, Paris, théâtre des Troubadours, 9 septembre 1799
- La Journée de Saint-Cloud, ou le 19 Brumaire, divertissement-vaudeville en 1 acte et en prose, avec François-Pierre-Auguste Léger et René de Chazet, Paris, théâtre des Troubadours, 14 novembre 1799
- Garrick double, ou les Deux acteurs anglais, comédie en 1 acte et en prose mêlée de vaudevilles, avec Georges Duval, Paris, théâtre des Troubadours, 14 février 1800
- Cri-cri, ou le Mitron de la rue de l'Ourcine, folie-grivoise en 1 acte et en vaudevilles, avec Georges Duval, Paris, théâtre des Variétés, 25 novembre 1800
- La Revue de l'an huit, suite de la Revue de l'an six, comédie-vaudeville en 1 acte, avec Michel Dieulafoy et René de Chazet, Paris, théâtre du Vaudeville, 28 novembre 1800
- Philippe le Savoyard, ou l'Origine des ponts-neufs, divertissement en 1 acte et en prose mêlé de vaudevilles, avec René de Chazet et Georges Duval, Paris, théâtre du Vaudeville, 5 janvier 1801
- M. Seringa, ou la Fleur des apothicaires, parade en un acte et en prose, mêlée de vaudevilles, avec Georges Duval et Tournay, Paris, théâtre des Variétés, 31 mai 1802
- Marmontel, comédie en 1 acte, en prose, mêlée de vaudevilles, avec Tournay et Pierre-Ange Vieillard, Paris, théâtre du Vaudeville, 23 août 1802
- Clémence-Isaure, ou les Jeux floraux, divertissement en 1 acte et en prose mêlé de vaudevilles, avec Georges Duval, Paris, théâtre du Vaudeville, 23 juin 1803
- Le Médecin turc, opéra-bouffon en 1 acte, avec Pierre Villiers, musique de Nicolas Isouard, Paris, théâtre de l'Opéra-Comique, 19 novembre 1803
- Cassandre-Agamemnon et Colombine-Cassandre, parodie d'Agamemnon, en 1 acte, en prose, mêlée de vaudevilles, avec Desfontaines-Lavallée et Pierre-Yves Barré, Paris, théâtre du Vaudeville, 2 décembre 1803
- Les Pépinières de Vitry, ou le Premier de mai, divertissement en 1 acte, en prose, mêlé de vaudevilles, avec Jean-Baptiste Radet, Paris, théâtre du Vaudeville, 1er mai 1804
- Le Bouffe et le Tailleur, opéra-bouffon en 1 acte, avec Pierre Villiers, musique de Pierre Gaveaux, Paris, théâtre des Variétés, 21 juin 1804
- L'Intrigue dans la hotte, vaudeville en 1 acte, avec Antoine Simonnin, Paris, théâtre des Variétés, 8 février 1806
- Rodomont, ou le Petit Don Quichotte, mélodrame héroï-comique en 3 actes, avec Pierre Villiers et Nicolas Brazier, Paris, théâtre de la Gaîté, 7 mars 1807
- Le Mariage de Charles Collé, ou la Tête à perruque, vaudeville en 1 acte, avec Nicolas Brazier et Antoine Simonnin, Paris, théâtre des Variétés, 18 octobre 1809
- Le Valet sans maître, ou la Comédie sans dénouement, bluette en moins d'un acte, en prose, mêlée de couplets, avec Pierre Villiers, Paris, théâtre des Variétés, 28 juillet 1810
- Qui l'aura ? ou l'Impromptu de village, divertissement représenté chez S. E. le duc de Gaëte, ministre des Finances, le jour de la fête de Mme Marie Hévin, 15 août 1813
- M. Beldam, ou la Femme sans le vouloir, comédie en 1 acte, mêlée de vaudevilles, avec Pierre Villiers, Paris, théâtre des Variétés, 25 septembre 1816
- M. Mouton, ou la Journée mystérieuse, vaudeville en 1 acte, avec Paul de Kock, Paris, théâtre de la Gaîté, 1er octobre 1818
- Le Duel et le déjeuner, ou les Comédiens joués, comédie-anecdote en 1 acte et en prose, mêlée de couplets, avec Paul Ledoux, Paris, théâtre des Variétés, 22 septembre 1818
- Le Retour à Valenciennes, ou Rentrons chez nous, vaudeville en 1 acte, avec Gabriel-Alexandre Belle, Paris, théâtre de la Porte-Saint-Martin, 1er décembre 1818
- La Tante et la nièce, ou C'était moi, comédie-vaudeville en un acte, avec Gabriel-Alexandre Belle, Paris, théâtre de la Gaîté, 16 juillet 1824

Chansons et poésies
- Ballon d'essai, ou Chansons et autres poésies, 1802
- Encore un ballon, ou Chansons et autres poésies nouvelles, 1807
- Le Dernier ballon, ou Recueil de chansons et autres poésies nouvelles, 1812
- La Goguette, chansonnier de table et de société, avec Pierre-Jean de Béranger et Marc-Antoine Désaugiers, 1834
- Armand Gouffé et les tonneliers de Beaune, recueil de poésies, 1885

Varia
- L'Esprit du Caveau, ou Choix de chansons et pièces fugitives de Collé, Piron, Gallet, Favart, L'Attaignant, etc., précédé d'une notice historique par Armand Gouffé, 2 vol., 1805
- Correspondance avec Joseph Sirven, 1886